# Lo Pou (Pessonada)
Lo Pou és una partida rural del terme municipal de Conca de Dalt, a l'antic terme d'Hortoneda de la Conca, al Pallars Jussà, en territori del poble de Pessonada.
Està situada al sud de Pessonada, al sud-oest de Desarrocat i al nord-est de la Vinya. És a l'esquerra de la llau de la Marrada.
Consta de 9,4926 hectàrees de conreus de secà, pastures i zones de bosquina, matolls i improductives.